# Powiat de Nowy Dwór Mazowiecki
Le powiat de Nowy Dwór Mazowiecki (polonais : powiat nowodworski) est un powiat (district) de la voïvodie de Mazovie, dans le centre-est de la Pologne.
Il a été créé le 1er janvier 1999, à la suite de la réorganisation territoriale de 1998 en Pologne.
Son siège administratif est la ville de Nowy Dwór Mazowiecki, qui se trouve à 33 kilomètres au nord-ouest de Varsovie. Il y a deux autres villes dans le powiat : Nasielsk, située à 21 kilomètres au nord-est de Nowy Dwór Mazowiecki et Zakroczym, située à 5 kilomètres à l'ouest.
Le district couvre une superficie de 691,65 kilomètres carrés. En 2006, sa population totale était de 75 736 habitants, dont 27 545 habitants à Nowy Dwór Mazowiecki, 7 364 habitants à Nasielsk, 3 367 habitants à Zakroczym et une population rurale de 37 460 habitants.

## Powiaty voisins
Le powiat de Nowy Dwór Mazowiecki est limitrophe de ceux de :
- Pułtusk au nord-est
- Legionowo à l'est
- Varsovie-ouest au sud
- Sochaczew au sud-ouest
- Płońsk au nord-ouest

## Divisions administratives

Position des gminy dans la powiat

Le powiat est divisé en six gminy (communes) :
- Commune urbaine :
  - Nowy Dwór Mazowiecki
- Communes mixtes :
  - Nasielsk
  - Zakroczym
- Communes rurales :
  - Czosnów
  - Leoncin
  - Pomiechówek

| Gmina                | Type         | Superficie (km²) | Population (2006) | Siège       |
| Nowy Dwór Mazowiecki | urbain       | 28,3             | 27 545            |             |
| Gmina Nasielsk       | urbain-rural | 202,5            | 19 259            | Nasielsk    |
| Gmina Pomiechówek    | rural        | 102,3            | 8 820             | Pomiechówek |
| Gmina Czosnów        | rural        | 128,3            | 8 743             | Czosnów     |
| Gmina Zakroczym      | urbain-rural | 71,4             | 6 277             | Zakroczym   |
| Gmina Leoncin        | rural        | 158,8            | 5 092             | Leoncin     |

## Démographie
Données du 30 juin 2005:
| Description | Total  | Total | Femmes | Femmes | Hommes | Hommes |
| ----------- | ------ | ----- | ------ | ------ | ------ | ------ |
| Unité       | Nombre | %     | Nombre | %      | Nombre | %      |
| Population  | 75 742 | 100   | 38 826 | 51,26  | 36 916 | 51,26  |
| Urbain      | 38 250 | 50,50 | 19 825 | 26,17  | 18 425 | 24,33  |
| Rural       | 37 492 | 49,50 | 19 001 | 25,09  | 18 491 | 24,41  |

## Histoire
De 1975 à 1998, les gminy du powiat actuel appartenaient à la voïvodie de Ciechanów ou à la voïvodie de Varsovie.
Le powiat de Nowy Dwór Mazowiecki créé le 1er janvier 1999 est rattaché à la voïvodie de Mazovie.